# John Carmack
John D. Carmack II (Roeland Park, 21 de agosto de 1970) é um programador de video games estadunidense. Carmack é mais conhecido por suas contribuições no campo de programação de gráficos 3D. Ele é co-fundador da id Software e fundador da companhia Armadillo Aerospace, e em agosto de 2013, tornou-se Diretor técnico da Oculus VR.

## Biografia

### Juventude
Carmack cresceu em Shawnee Mission, cidade que faz parte da região metropolitana de Kansas City nos Estados Unidos. Se interessou por computadores ainda muito jovem. Terminou o ensino secundário e iniciou a vida universitária na Universidade do Missouri, a qual abandonou após dois semestres para trabalhar como programador freelancer.

### Carreira
Trabalhou na Softdisk, uma empresa de desenvolvimento de software localizada no estado da Louisiana nos Estados Unidos, onde participou da criação do jogo Commander Keen lançado em 1991. Foi na Softdisk que Carmack conheceu John Romero e Adrian Carmack, que deixariam em 1991 a Softdisk para formar a id Software no mesmo ano.
As mais notáveis criações de Carmack foram na área de jogos de tiro em primeira pessoa, first-person shooters em inglês. Esse estilo de jogo não foi criado por ele, mas com certeza foram suas criações que ajudaram a aumentar a popularidade e sem dúvidas nenhuma avançar tecnologicamente. Carmack criou engines para os jogos Wolfenstein 3D, Doom e Quake, incluindo as novas versões dessas séries. Seus motores também foram licenciados e usados em outros importantes jogos do género como Half-Life e Medal of Honor.

## Software livre
John Carmack também é conhecido por apoiar software open source e se posicionar contra patentes de software. Ele distribuiu os códigos fonte de Wolfenstein 3D em 1995, e de Doom em 1997. Quando o código fonte de Quake começou a circular na comunidade underground em 1996 foi usado por um programador sem ligação com a id Software para criar uma versão para Linux do jogo, esses códigos depois foram enviados pelo programador para Carmack. Ao invés de iniciar uma ação judicial contra o programador, Carmack resolveu usar esses códigos para inicar a versão oficial de Quake para Linux. A id Software publicou os códigos fonte de Quake, assim como de Quake 2 e Quake 3, sob a licença GNU General Public License. O código fonte de Doom foi relançado sob a mesma licença em 1999.

## Vida pessoal
Carmack tem interesse em foguetes espaciais e é fundador da Armadillo Aerospace, uma companhia localizada no estado americano do Texas dedicada à construção de foguetes.
Casou-se com Katherine Anna Kang em janeiro de 2000. Os dois se conheceram no evento QuakeCon em 1996 e têm um filho chamado Christopher Ryan.

## Reconhecimento
Em 1999, Carmack apareceu em décimo lugar na lista das 50 pessoas mais influentes na tecnologia, organizada pela revista Time. Em março de 2002, se tornou a quarta pessoa a ser incluída no Academy of Interactive Arts and Sciences' Hall of Fame.
Carmack também é um dos assuntos de Masters of Doom: How Two Guys Created an Empire and Transformed Pop Culture, um livro lançado em 2003 contando a história da id Software e seus fundadores.